# Chilf Mária
Chilf Mária (Marosvásárhely, 1966. május 10.) Munkácsy Mihály-díjas (2005) festő.

## Élete
1990-1995 között a Magyar Képzőművészeti Főiskola festő- és intermedia szakos hallgatója volt Maurer Dóra osztályában. 1997-1998 között Hochschule der Künste-ben tanult Berlinben. 2003-2007 között elvégezte a Magyar Képzőművészeti Egyetem doktori képzését festő szakon.
1996-1997 között Stuttgartban volt ösztöndíjas. 1998-ban a Római Magyar Akadémia ösztöndíjasa volt. A Magyar Képzőművészeti Egyetem tanársegéde volt 2004-2006 között.

## Egyéni kiállításai
- 1990 Óbudai Pincegaléria
- 1993 Liget Galéria
- 1995, 2001 Stúdió Galéria
- 1996-1997 Stuttgart
- 1997 Goethe Intézet (Szörtsey Gáborral)
- 1998 Kiscelli Múzeum, Bukarest
- 1999 Collegium Budapest, Berlin, Bécs
- 2000 Kolozsvár, Marosvásárhely, Szombathely
- 2002 Ludwig Múzeum

## Művei

### Festményei
- Cím nélkül (1998)
- Denaturált (installáció) (1998)
- Terhelt tájak (2003)
- Testünk belső titkai (2003)
- Terhelt helyek (2003-2005)
- Intersection (2004)
- A bizalom keresése (2005)
- A sokfejű bűntudat (2005)
- A tudattalan követelőzése (2005)
- Brumival bármi megtörténhet (2005)
- Brumi a borzalommal szembesülve őrzi életvidámságát (2005)
- Belső emigrációban (2005)
- Brumi felderítőúton tudattalanjában (2005)
- Brumi tudja, csak úgy juthat ki az alagútból, ha belemegy (2005)
- Empátia (2005)
- Ki a hibás? (2005)
- Legkikutathatatlanabbul (2005)
- Homo stabilis (2005)
- Magam elől biztonságban (A Privát Dzsungel sorozatból) (2005)
- Nem menekülhetsz! (2005)
- Támadás az ismeretlentől való félelem ellen (2005)
- Terápiában (2005)
- B. (2006)
- Vendégmunkások (2010)
- Strandon (2010)
- Buli után (2010)
- Installáció 1. (2010)

### Könyvei
- Recep(t)ció-kollage (Parti Nagy Lajossal, 2002)
- A mélység periszkópja (2009)

## Díjai, kitüntetései
- Fiatal Képzőművészek Stúdiója díja (1993)
- Ludwig Alapítvány ösztöndíja (1995)
- Eötvös-ösztöndíj (1995, 2001)
- DAAD-ösztöndíj (1997-1998)

## Külső hivatkozások
- Artportal.hu
- Életrajza a NextArt Galéria honlapján
- Magyar Képzőművészeti Egyetem Archiválva 2016. március 4-i dátummal a Wayback Machine-ben